# 蕭向前
蕭 向前（しょう こうぜん）は中華人民共和国の外交官。中日友好協会副会長などを務め知日派として知られた。

## 人物・来歴
1938年から日本へと留学し東京高等師範学校や東京文理科大学（どちらも東京教育大学を経た、現在の筑波大学）にて学んだ。1943年に帰国し、1945年に中国共産党に入党した。
1952年よりは外交官として主に日本を担当し、1972年の日中国交正常化の際には中国中日備忘録貿易弁事処駐東京連絡処の代表を務めた。
2009年9月15日、北京市内の病院にて死去。91歳だった。